# Saint-Pierre-de-Lages
 Saint-Pierre-de-Lages  es una población y comuna francesa, en la región de Mediodía-Pirineos, departamento de Alto Garona, en el distrito de Toulouse y cantón de Lanta.

## Demografía
| 192 | 210 | 257 | 272 | 333 | 377 |
| Para los censos de 1962 a 1999 la población legal corresponde a la población sin duplicidades (Fuente: INSEE [Consultar]) |     |     |     |     |     |